# La morta del lago
La morta del lago è un film muto italiano del 1915 diretto da Enrico Guazzoni.